# Шнейбаум, Шломо
Шломо Шнейбаум — израильский хирург, онкохирург, профессор, заведующий отделением государственного медцентра им. Сураски.

## Биография
Окончил медицинский факультет Университета Технион (Хайфа) в 1976 году.
В 1984 году завершил специализацию в больнице имени Хаима Шибы по общей хирургии, а в 1990 – по онкологической хирургии.
В 1985—1987 годах — научный сотрудник кафедры онкологии Иллинойского университета.
В 1990—1993 годах — старший врач Онкологической больницы Артура Г. Джеймса при Университете штата Огайо.
После возвращения в Израиль, с 1994 года работает в медцентре Сураски. С 1998 года возглавляет отделение изотопной хирургии.
С 1995 года – преподаватель, а затем – профессор медицинского факультета Тель-Авивского университета.
Состоит в 17 врачебных сообществах Израиля, США и Европы.

## Научная работа
Занимается исследованием результатов органосохраняющих операций при раке молочной железы, биопсии сигнальных лимфоузлов при злокачественных опухолях различной локализации и других проблем онкологической хирургии. Является автором 87 научных работ.